# Ламаш-де-Орельян
Ламаш-де-Орельян (порт. Lamas de Orelhão)  —  район (фрегезия) в Португалии,  входит в округ Браганса. Является составной частью муниципалитета  Мирандела. По старому административному делению входил в провинцию Траз-уж-Монтиш и Алту-Дору. Входит в экономико-статистический  субрегион Алту-Траз-уш-Монтеш, который входит в Северный регион. Население составляет 394 человека на 2011 год. Занимает площадь 19,39 км².
Покровителем района считается Животворящий Крест (порт. Santa Cruz). 